# Yuliseny Soria
Yuliseny Soria Baró (L'Avana, 8 agosto 1979) è un'ex cestista cubana.

## Carriera
Con Cuba ha disputato i Giochi olimpici di Sydney 2000, tre edizioni dei Campionati mondiali (1998, 2002, 2006) e quattro dei Campionati americani (2001, 2003, 2007, 2009).